# Sehunou
Sehunou è un villaggio del Botswana situato nel distretto Centrale, sottodistretto di Serowe Palapye. Il villaggio, secondo il censimento del 2011, conta 1.049 abitanti.